# 二宮赤城神社

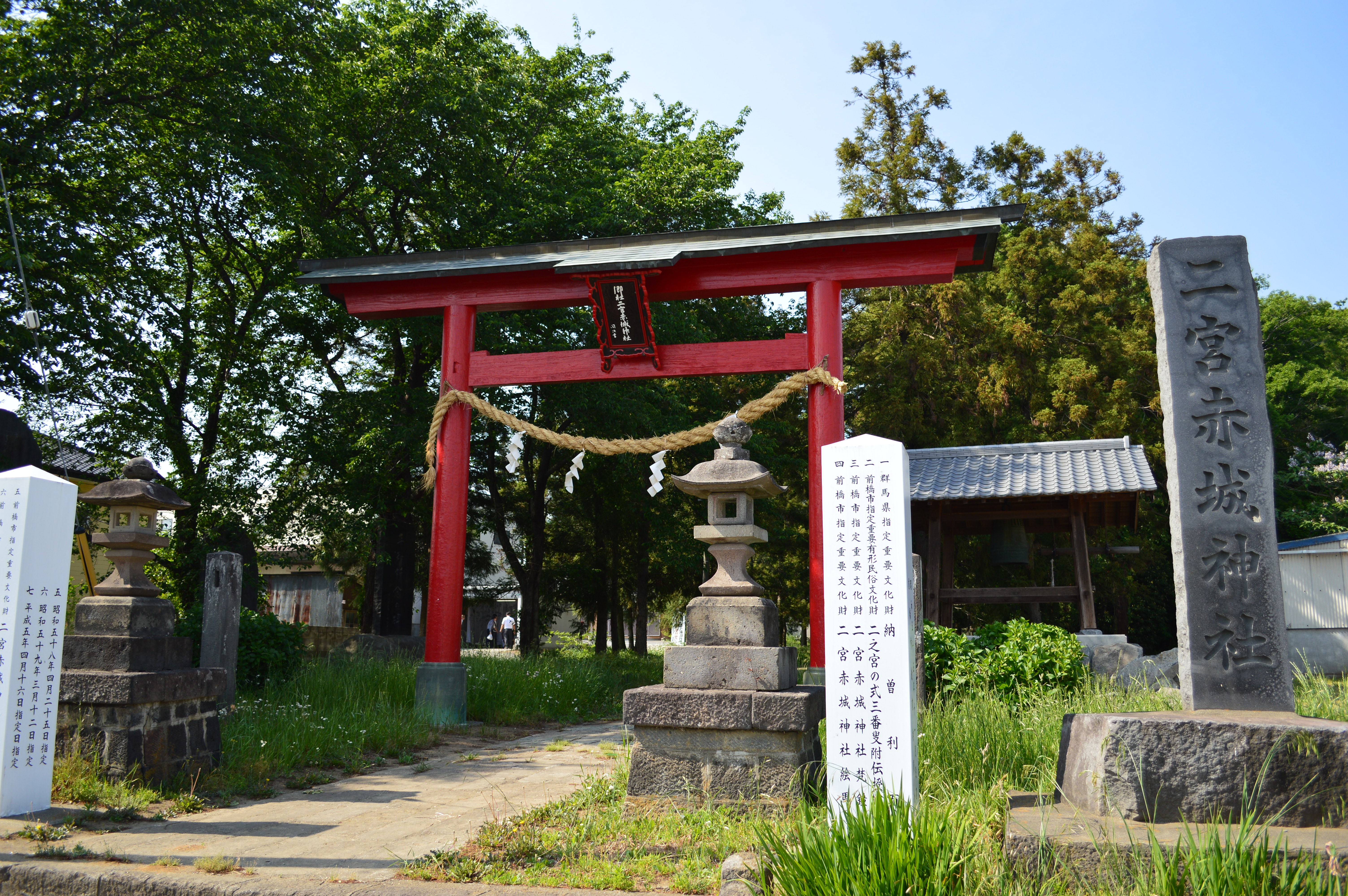
鳥居

二宮赤城神社（にのみやあかぎじんじゃ）は、群馬県前橋市二之宮町にある神社。式内社（名神大社）論社、上野国二宮論社。旧社格は郷社。
関東地方を中心として全国に約300社ある赤城神社の、本宮と推測されるうちの一社である。

## 祭神
- 豊城入彦命 （とよきいりひこのみこと）[1]
- 大己貴尊 （おおなむちのみこと）[1] - 大国主命の別名。

ほか数柱。

## 歴史

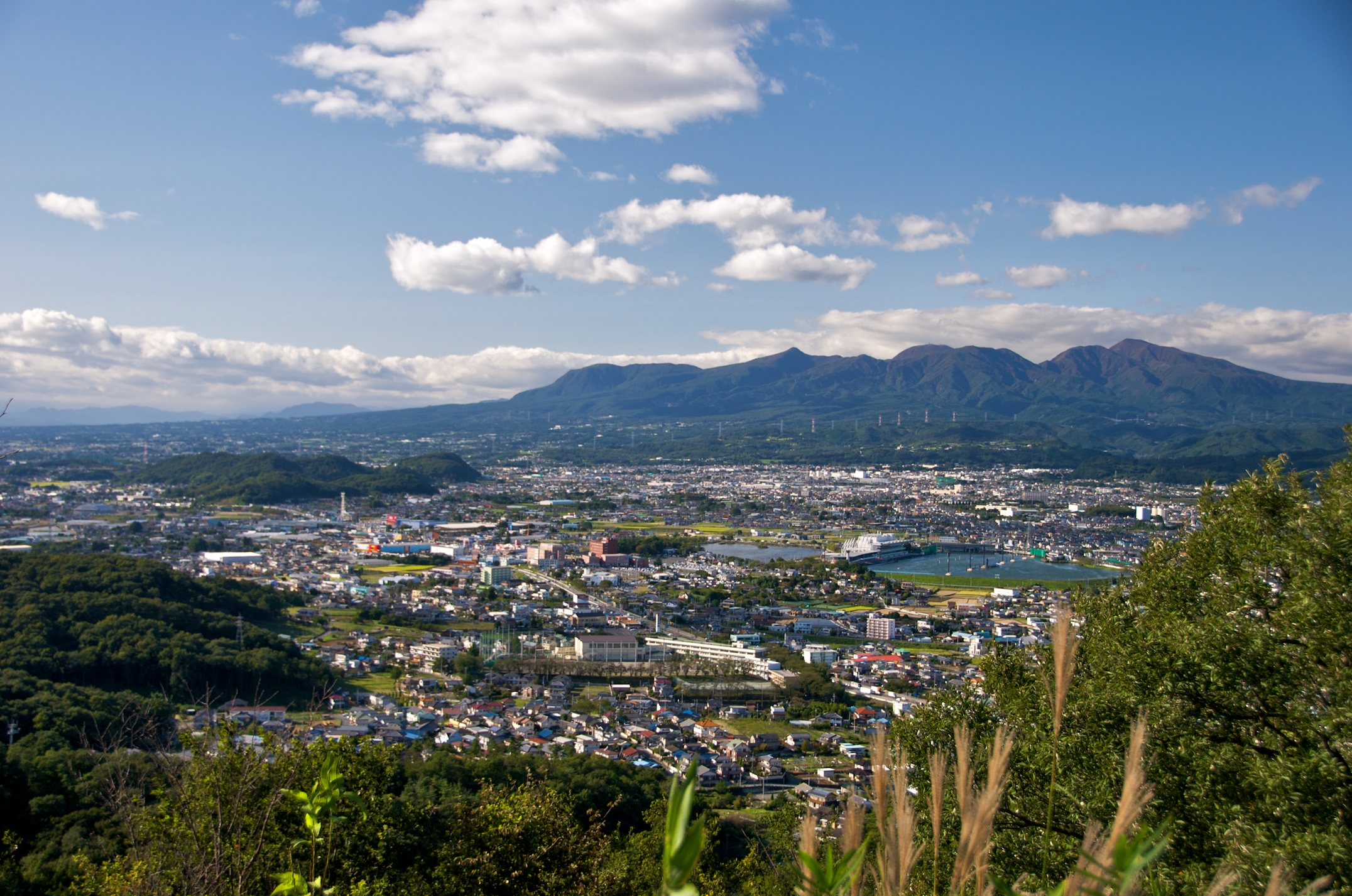
赤城山（祭祀対象）

### 概史
創建は不詳で、平安時代にさかのぼると見られる。赤城南麓には豊城入彦命を祖とする上毛野氏がいたと伝わっており、当社の創建に関係したともいわれる。当社が「二宮」と称したのは12世紀前後と見られる。
六国史には「赤城神」に対する数度の神階奉授の記録があるほか、平安時代中期の『延喜式神名帳』には名神大社として「上野国勢多郡 赤城神社」の記載があり、その論社とされている。論社には赤城山麓に鎮座する当社のほか、山腹の三夜沢赤城神社、山頂の大洞赤城神社があり、確定していない。
戦国時代末期には北条氏直により荒廃したが、大胡城に入った牧野氏により社殿が整備されたという。
明治時代には、近代社格制度において郷社に列した。三夜沢・大洞・二宮の三社を合わせて国幣中社にしようとする動きもあったが、終戦により実現はしなかった。

### 神階
六国史に記載される「赤城神」に対する神階奉授の記録（比定には当社以外にも説がある）。
- 承和6年（839年）6月、従五位下 （『続日本後紀』）
- 貞観9年（867年）6月20日、従五位上から正五位下 （『日本三代実録』）
- 貞観11年（869年）12月25日、正五位上 （『日本三代実録』）
- 貞観16年（874年）3月14日、従四位下 （『日本三代実録』）
- 元慶4年（880年）5月25日、従四位上 （『日本三代実録』） - 表記は「赤城石神」または「赤城沼神」[4]。

### 赤城信仰での位置づけ

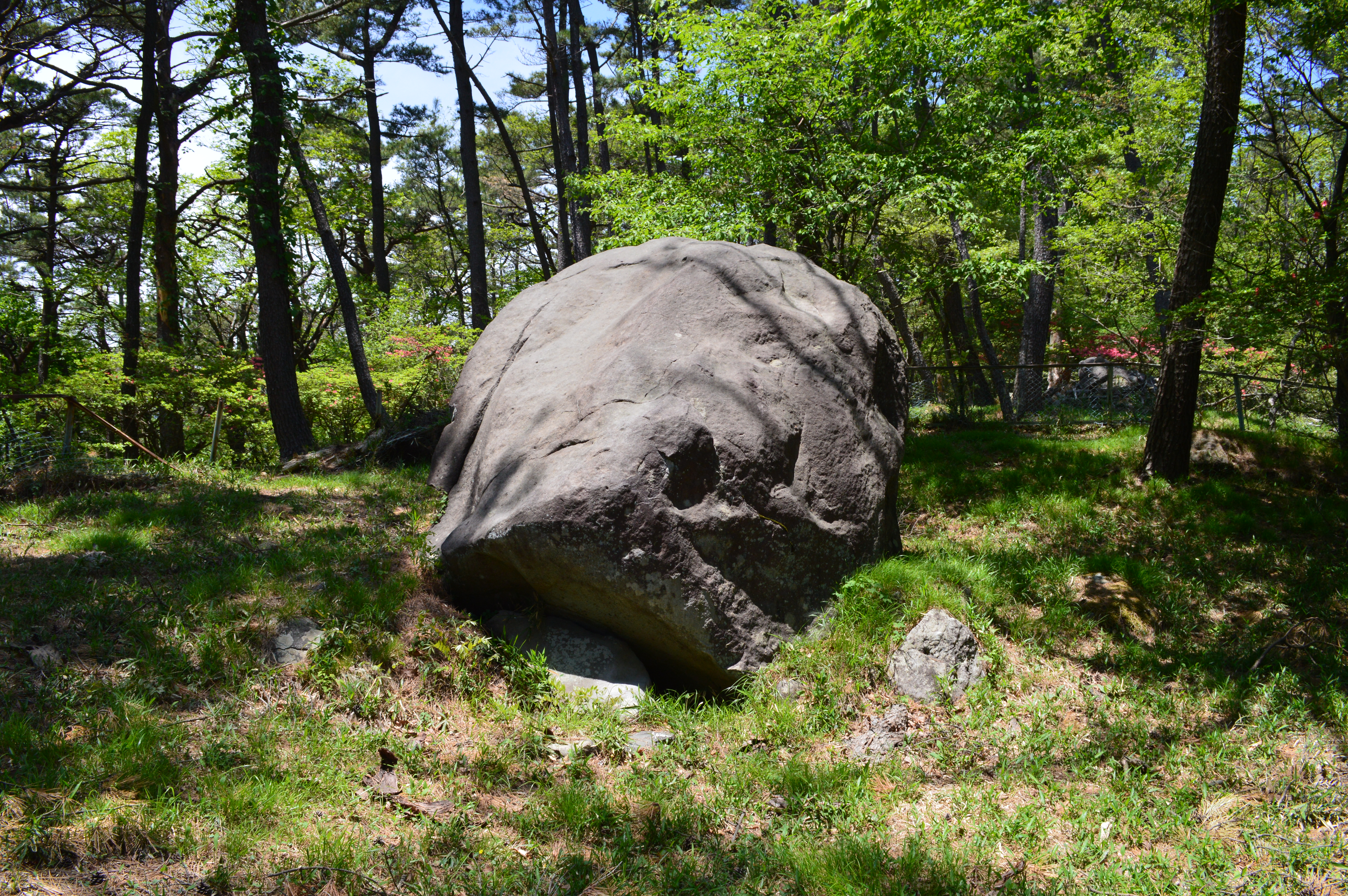
櫃石（三夜沢赤城神社）
当社の真北に位置する。

「赤城神社」を称する神社は群馬県を中心として数多く存在する。それらの大元とされる『延喜式神名帳』記載の名神大社の比定を巡って三夜沢赤城神社・大洞赤城神社・二宮赤城神社の間で議論がなされてきたが、決着はついていない。
当社は赤城山麓に位置し、東北方には4基の前方後円墳からなる大室古墳群が残っており、赤城神と関係の深い上毛野氏の中心地と推測される。また、数多い赤城神社のなかでも唯一「二宮」を称するのが特徴である。そのため、一宮・二宮が制定された頃は当社が中心となっていたと見られ、遅くとも鎌倉時代には当社は里宮として赤城信仰の中心をなしていたと推測される。
現在の赤城信仰の中心は山腹の三夜沢にあるが、三夜沢と当社との関係は深く、4月・11月の年2回両社間での神輿の渡御がある。三夜沢にある古代祭祀遺跡の「櫃石」は当社の真北に位置しており、それとの関係も指摘される。なお、三夜沢と当社との間には近戸神社数社が鎮座する。この「近戸」は「本社の社領域の入り口」を意味するとされ、神輿渡御の際に休憩した地として月田・深津の近戸神社があったという。

## 境内
境内には堀と土塁がめぐらされている。中世における社地の形態をよく伝える環濠遺構であり、1984年（昭和59年）に市の史跡に指定されている。

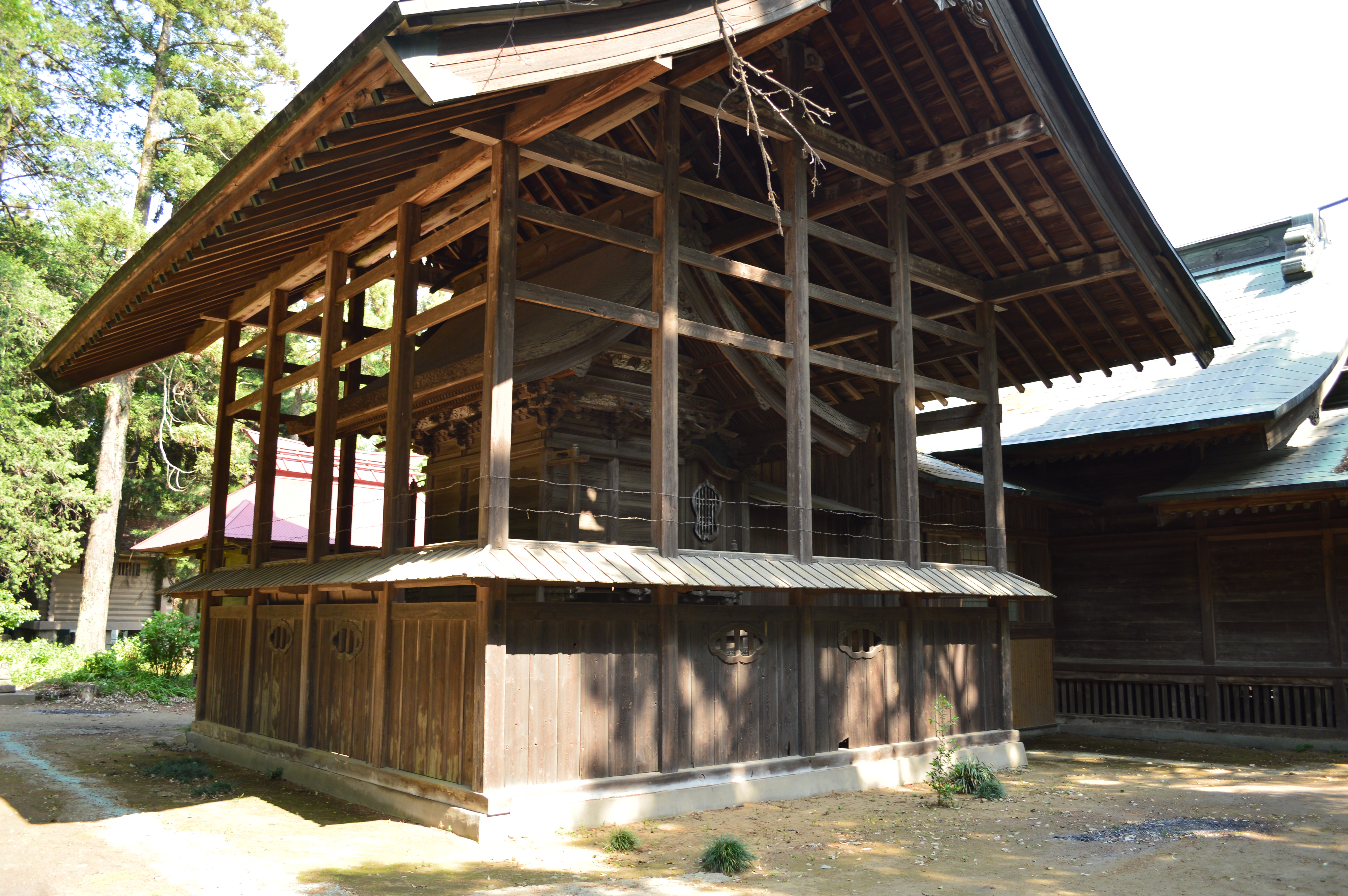
本殿
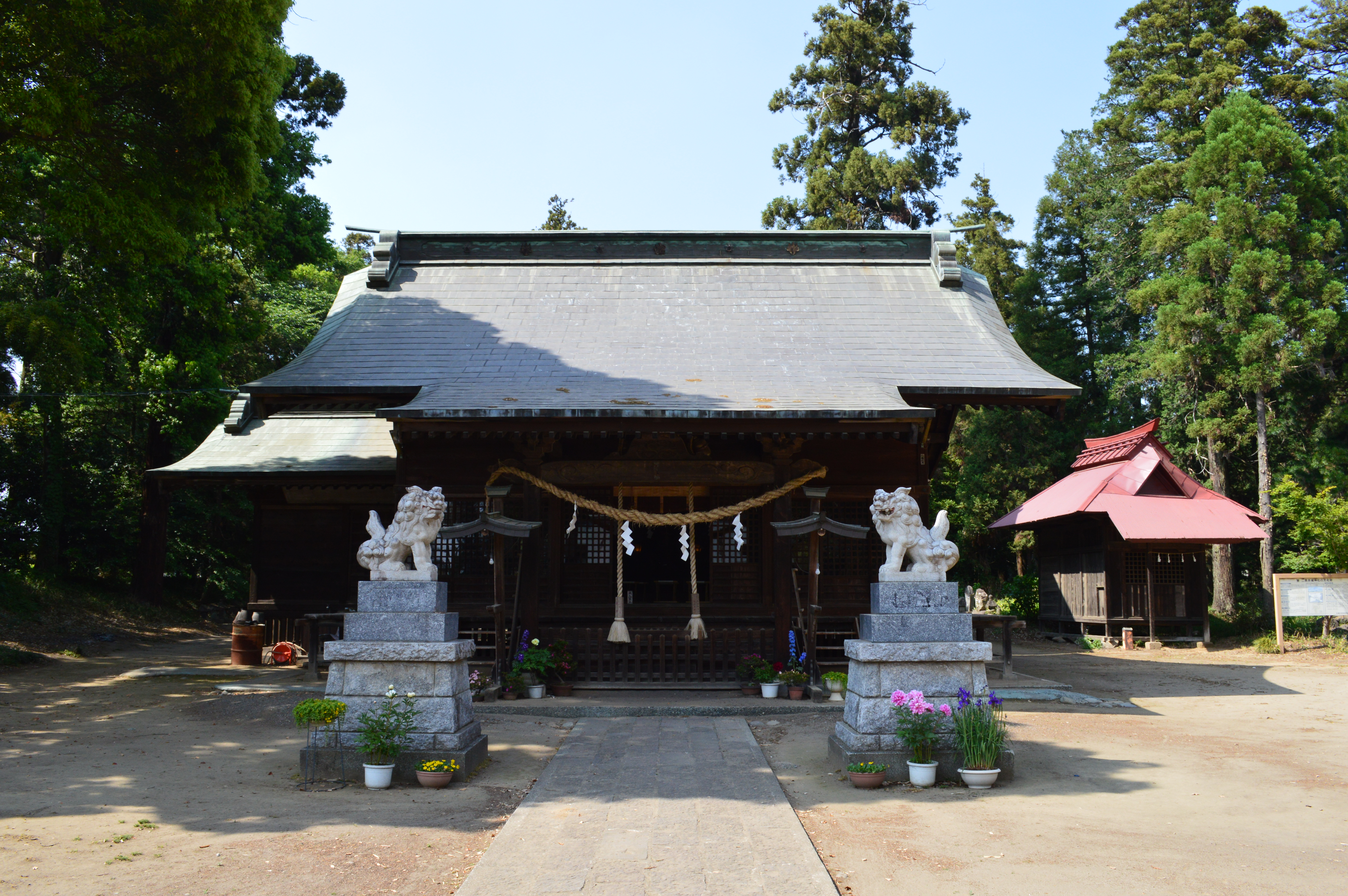
拝殿
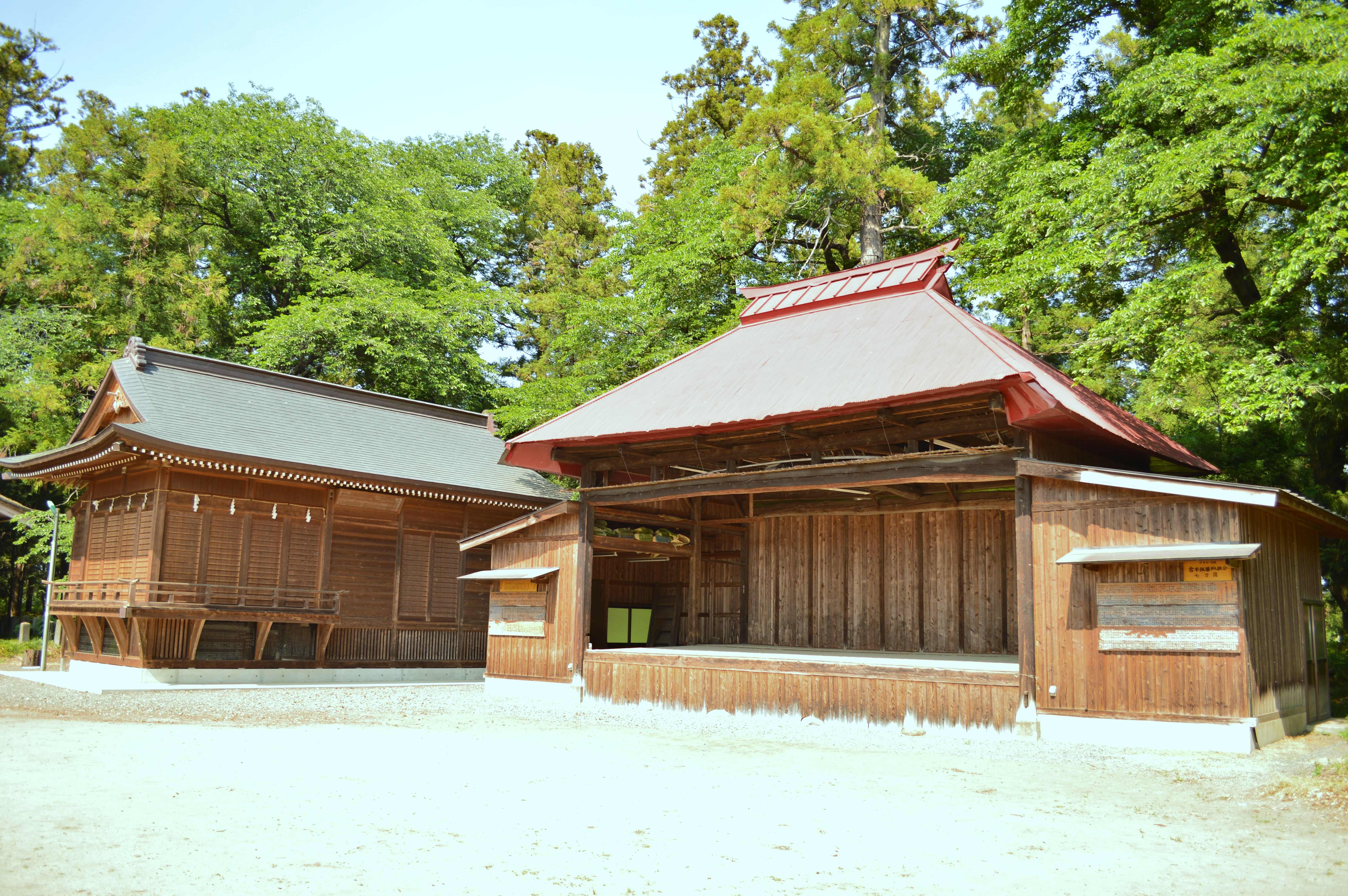
神楽殿
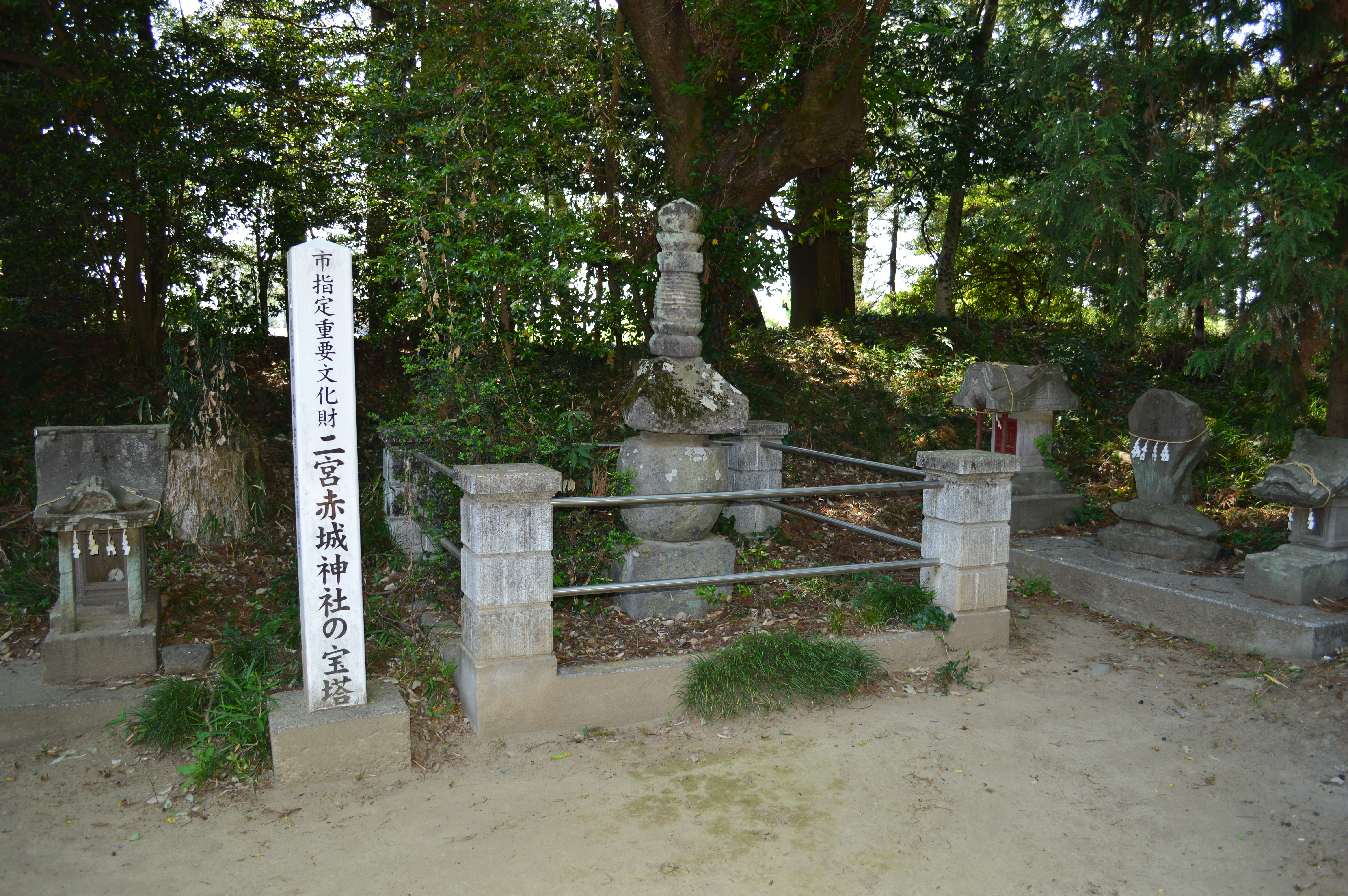
宝塔（市指定重要文化財）
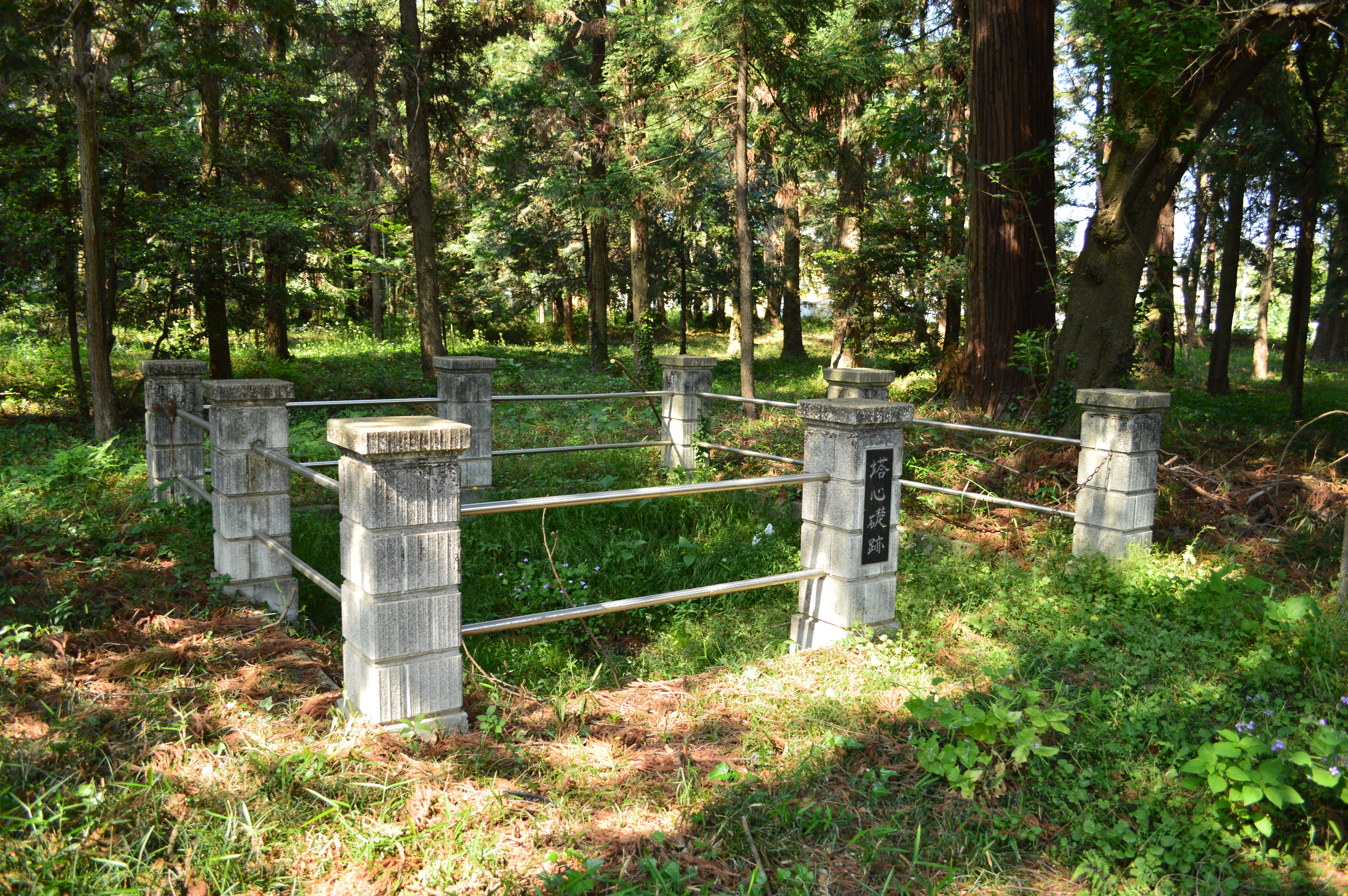
塔跡の心礎 鎌倉時代の塔跡と推定される。
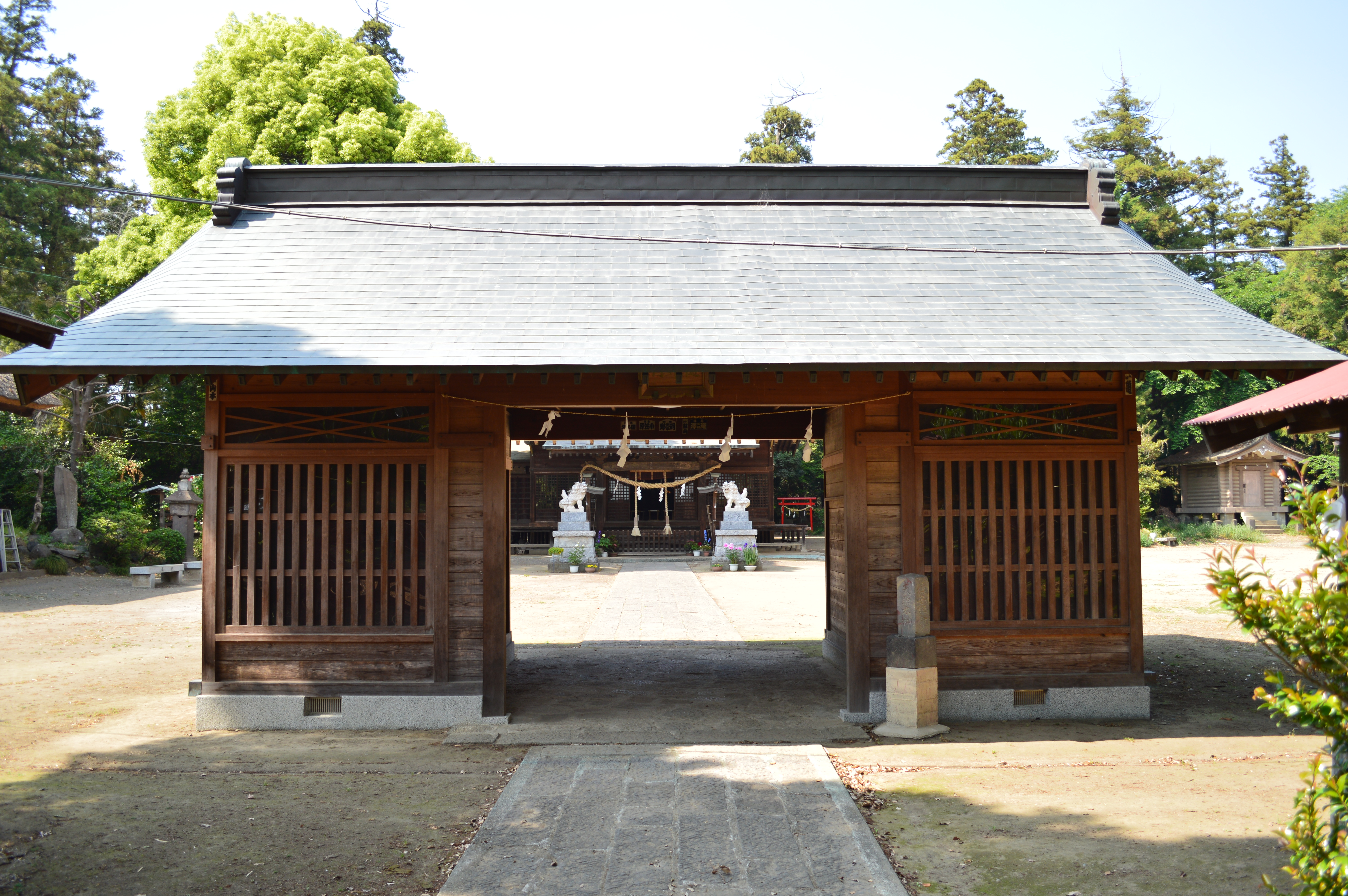
随神門
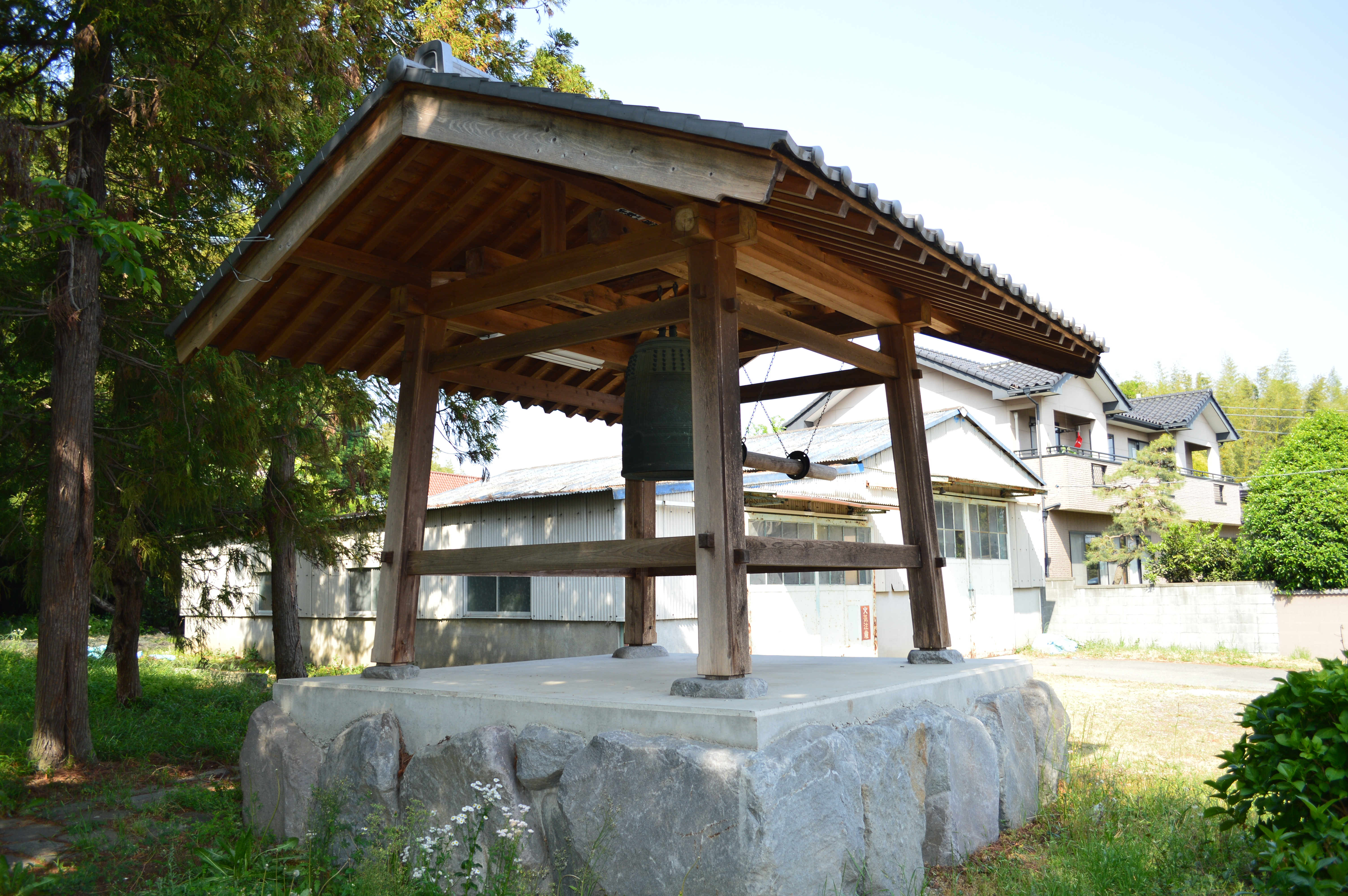
鐘楼 梵鐘は市指定重要文化財。

## 祭事
- 御神幸 （4月・12月の初辰の日）[7] - 三夜沢赤城神社まで神体が遷幸する。前橋市重要無形民俗文化財指定。
- 御神事 （3月・11月の最終午の日）
- 例大祭 （4月15日）

## 文化財

### 群馬県指定文化財
- 納曽利面（なそりめん） 一面
享徳2年（1453年）の神社再興の際作られたと推定される舞楽面。昭和44年5月6日指定[8]。

### 前橋市指定文化財
重要文化財
- 梵鐘
元和9年（1623年）の銘があり、赤城山神宮寺に奉納されたもの。御神幸の時のみ撞かれる。昭和50年12月24日指定。
- 絵馬
拝殿の左右2対4面の絵馬。それぞれ前橋藩主・酒井雅楽頭と大胡藩主・牧野忠成による奉納。昭和50年12月24日指定。
- 宝塔
南北朝時代とされる。同種の宝塔は赤城山麓に広く分布し、「赤城塔」とも呼ばれる。昭和58年4月25日指定。

史跡
- 二宮赤城神社社地 - 昭和59年3月12日指定。

重要無形民俗文化財
- 二宮赤城神社の御神幸 - 平成5年4月16日指定。
- 二宮赤城神社太々神楽 - 平成21年3月24日指定。
- 二之宮の式三番叟（附 伝授書） - 昭和45年2月10日指定。

## 現地情報
所在地
- 群馬県前橋市二之宮町886

交通アクセス
- 前橋駅（JR東日本両毛線）から、バス（東大室行き）で「二之宮町神社裏」下車 （下車後徒歩約7分）